# Julie Vinter Hansen
Julie Marie Vinter Hansen, född 20 juli 1890 i Köpenhamn, död 27 juli 1960, var en dansk astronom. Asteroiden 1544 Vinterhansenia har fått namn efter henne.

## Biografi
Hansen föddes i Köpenhamn som dotter till Jørgen Hansen (1837–1911) och Rasmine Sophie Vinter (1848–1929). Hon tog examen 1910 från N. Zahles Skole och fick 1915 jobb på ett astronomiskt observatorium. Hon studerade under tiden astronomi på Københavns universitet.
År 1917 blev Hansen den första kvinnliga magistern i astronomi i Danmark. År 1919 anställdes hon som assistent vid observatoriet, och 1920 blev hon redaktör för Nordisk Astronomisk Tidsskrift.
År 1922 blev det lagligt för kvinnor att bli anställda i ämbetsmansbefattning, och Hansen blev anställd som observator, och därmed blev hon den första kvinnliga observatorn i Danmark.Under sin karriär som observator var hon också aktiv i föreningsliv, och var ordförande i Nordiska Astronomiska sällskapet samt direktör för Internationella astronomiska unionen. År 1939 fick Hansen motta Tagea Brandts rejselegat for kvinder och gjorde därmed studieresor till både Japan och USA. Under sin tid i USA startade andra världskriget och därmed stannade Hansen kvar i USA och arbetade under tiden på ett observatorium.
Hansen förblev ogift under hela sitt liv och dog, kort efter sin 70-årsdag i Mürren, Schweiz, den 27 juli 1960. Hon är begraven på Vestre Kirkegård i Köpenhamn, grav J-12-27.